# 盆栽町
盆栽町（ぼんさいちょう）は、埼玉県さいたま市北区の町名である。現行行政地名は盆栽町のみ。丁番を持たない単独町名である。住居表示未実施地区。郵便番号は331-0805。1997年度「都市景観100選」選定。

## 地理
埼玉県さいたま市北区南部の主に大宮台地上に位置する。東側を土呂町（丁番なしの「土呂町」、および二丁目）、南側を寿能町や高鼻町、西側から北側にかけて植竹町や土呂町（一丁目）と隣接する。町内を東北本線（宇都宮線、以下「宇都宮線」で表記）・東武野田線（東武アーバンパークライン）が通っている。また、大宮総合車両センター東大宮センターに至る東北回送線も通っている。
町内は市街化区域に指定され、JR土呂駅および東武野田線（東武アーバンパークライン）大宮公園駅から近い。これらの鉄道路線に挟まれた区域は区画が整理された閑静な住宅地が広がり、大きな松の木が至る所に植栽されている独特な景観を有する。都市景観大賞（都市景観100選）に選ばれている。地区内は宇都宮線の東側がさいたま市の風致地区に条例で指定され、樹木の伐採植樹や開発行為等が制限されている。地内の大宮盆栽村には盆栽園が数軒あり、国内の愛好家のほか外国人も多く訪れる。宇都宮線の西側は一般的な住宅地で、バス通り周辺に商業施設が多くある閑静な住宅地となっている。

### 地価
住宅地の地価は、2019年（平成31年）1月1日の公示地価によれば、盆栽町265番地3の地点で325,000円/m2となっている。

## 歴史
もとは江戸期より存在した大宮宿・土手宿村・土呂村・本郷村であった。
- 1871年12月24日（明治4年11月13日） - 第1次府県統合により埼玉県の管轄となる。
- 1879年（明治12年）3月17日 - 郡区町村編制法により成立した北足立郡に属す。郡役所は浦和宿に設置。それに伴い本郷村は郡内に同名の村が所在（現：川口市東本郷）したことから西を冠称して西本郷村となる。
- 1885年（明治18年）7月16日 - 地内に東北本線が敷設され、開業する。
- 1889年（明治22年） - 町村制施行。大宮宿、土手宿村、高鼻村、上天沼村、下天沼村が合併して大宮町が成立し、大宮宿は大宮町の大字大宮に、土手宿村は大字土手宿になる[10]。また、大和田村・砂村・土呂村・西本郷村・今羽村・堀崎村・島村が合併して大砂土村が成立し、土呂村は大砂土村の大字土呂に、西本郷村は大字西本郷になる[10]。
- 1924年（大正13年）7月1日 - 土地賃貸契約書が取り交わされ、盆栽村の村づくりに取り掛かる[11][12][13]。
- 1929年（昭和4年）11月17日 - 地内に総武鉄道（現：東武野田線）が敷設され、開業する[12]。
- 1936年（昭和11年）11月 - 地内の稲荷神社境内に清水瀞庵翁紀功碑が建立され、除幕式が挙行される[12]。
- 1940年（昭和15年）11月3日 - 北足立郡大宮町・三橋村・日進村・宮原村・大砂土村が合併し、大宮市が発足[14]。大字大宮・大字土手宿・大字土呂・大字西本郷は大宮市の大字となる。
- 1952年（昭和27年）
  - 4月1日 - 盆栽町430番地に当たる場所に植竹公民館が開設される[15]。
  - 10月 - 健康保険大宮病院（現：さいたま北部医療センター）が高鼻町より移転する。
- 1955年（昭和30年）3月17日 - 地内に植竹幼稚園が開園する[16]。
- 1957年（昭和32年）11月1日 - 町名地番変更により、大字大宮・大字土手宿・大字土呂・大字西本郷の各一部から盆栽町が成立[17][7]。町名は字名に因む[17]。
- 1960年（昭和35年） - 大宮盆栽町会が発足する[12]。
- 1963年（昭和38年）11月 - 西ドイツハインリヒ・リュプケ大統領夫妻が地内の盆栽村を訪問する[18][19]。
- 1965年（昭和40年） - 地内の道路に「やなぎ通り」や「さくら通り」などの名称が付けられる[12]。
- 1966年（昭和41年）
  - 地内に大宮盆栽町郵便局が開局する[17]。
  - 9月29日 - 地内に大宮市立漫画会館（現：さいたま市立漫画会館）が落成する[11]。
- 1970年（昭和45年） - 地内に埼玉県南水道組合 北部配水場（現さいたま市水道局北部水道営業所）が開設される。
- 1984年（昭和59年）
  - 11月 - 盆栽村開村60周年を記念し「大盆栽まつり」が地内で開催される[18][19][13]。
  - 12月 - 地内に盆栽四季の家が開設される[19]。
- 1990年（平成2年）3月10日 - 地内を通る東北本線に「宇都宮線」の愛称を設定、使用開始される。
- 1997年（平成9年） - 盆栽町が都市景観100選に選定される。
- 2001年（平成13年）5月1日 - 浦和市・大宮市・与野市が合併してさいたま市が発足し、同市の町名となる。
- 2003年（平成15年）4月1日 - さいたま市が政令指定都市に移行し、同市北区の町名となる。
- 2010年（平成22年） - さいたま市大宮盆栽美術館を含む盆栽村の景観が「第24回公共の色彩賞環境色彩10選」に入選される。
- 2019年（平成31年）3月1日 - 地内のさいたま北部医療センターが宮原町一丁目のプラザノースに移転する。

## 世帯数と人口
2019年（令和元年）11月1日現在の世帯数と人口は以下の通りである。
| 町丁   | 世帯数    | 人口    |
| ------ | --------- | ------- |
| 盆栽町 | 1,799世帯 | 3,795人 |

## 小・中学校の学区
市立小・中学校に通う場合、学区（校区）は以下の通りとなる。
| 番地 | 小学校                 | 中学校                 |
| ---- | ---------------------- | ---------------------- |
| 全域 | さいたま市立植竹小学校 | さいたま市立植竹中学校 |

## 交通

### 鉄道
- 町内をJR宇都宮線および東武野田線（東武アーバンパークライン）が通っているが、駅は設置されていない。地区の南部では東武野田線大宮公園駅が至近にあり、265番地3の地点からは530 m[9]離れた場所に位置する。地区の北部など地域によってはJR土呂駅が近く、そちらを使うことになる。

### 道路

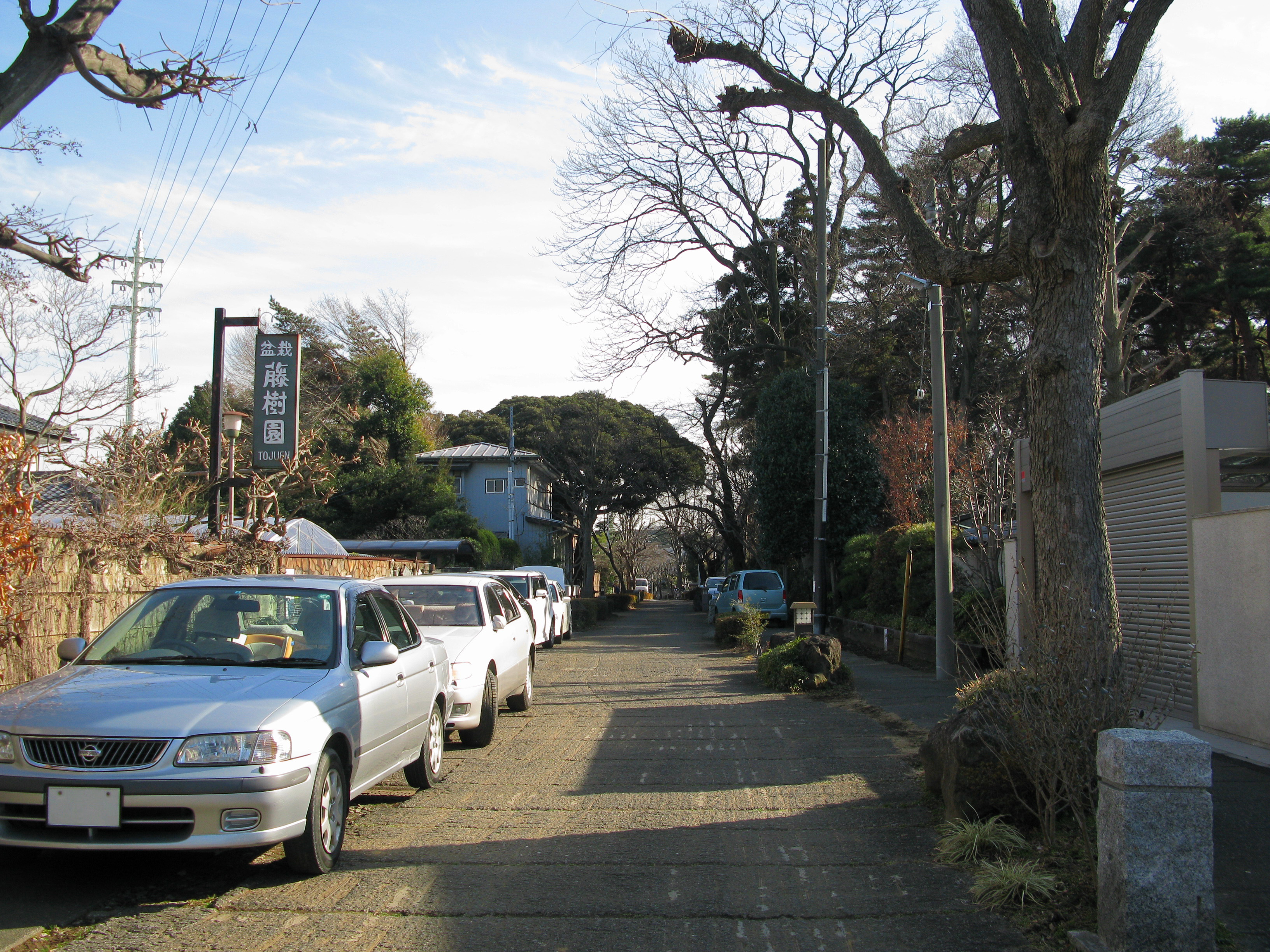
町内のかえで通り（2012年2月）

地区内に国道、および主要地方道・一般県道は通っていない。
- やなぎ通り[7]
- さくら通り - 通りには約350 mにもおよぶ桜並木が整備されている[21]。
- かえで通り
- けやき通り
- もみじ通り
- しで通り[22]
- バス通り[7]

## 地域

### 公園・緑地

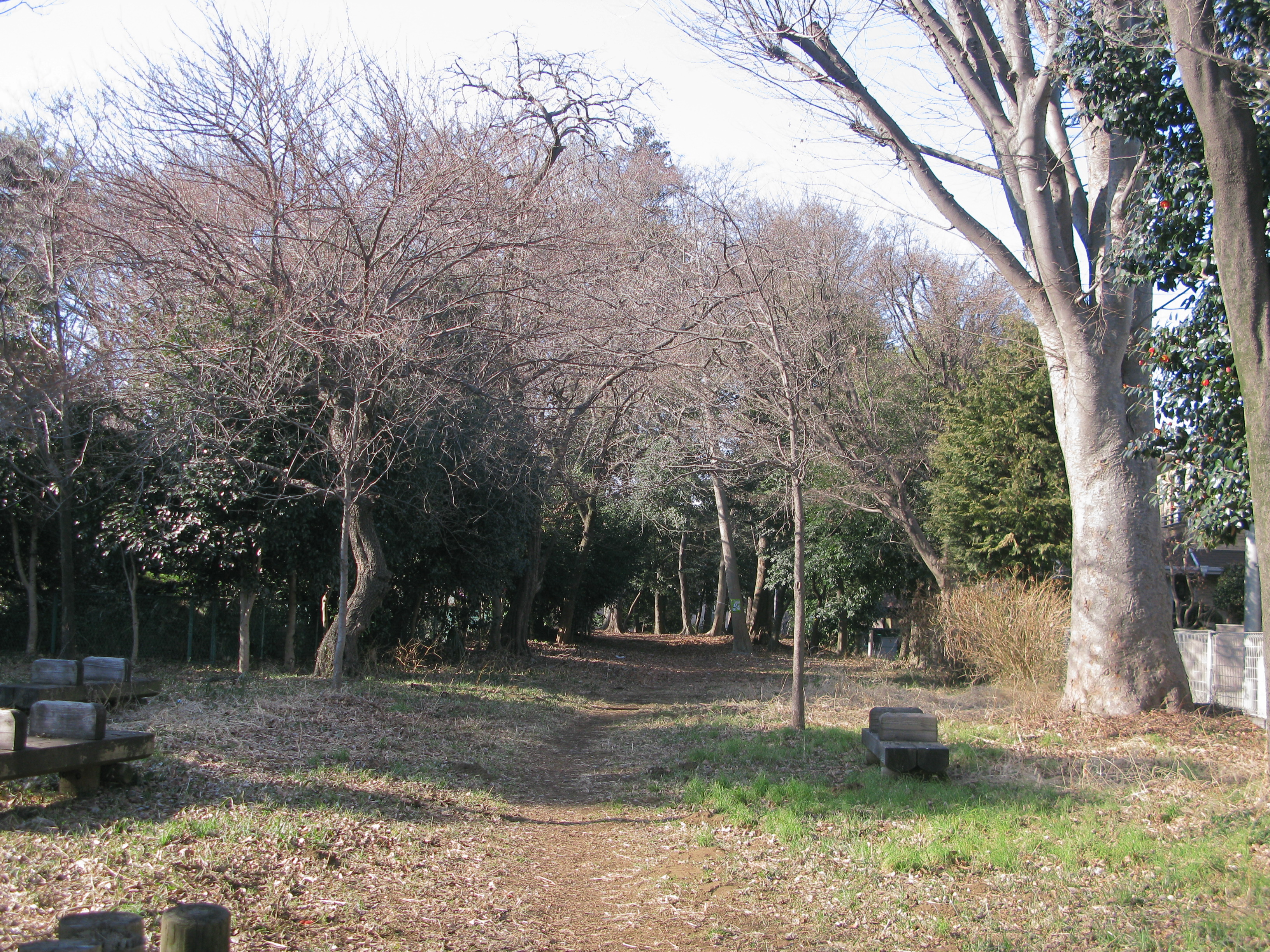
盆栽緑地公園（2012年2月）

- 盆栽中央緑地公園
- 盆栽緑地公園
- 盆栽団地公園
- 盆栽第二公園
- 盆栽東公園
- 盆栽西公園

### 施設
2019年2月末まではさいたま北部医療センターも地内に所在した。
- 大宮盆栽村 - 1923年（大正12年）の関東大震災で被災した東京の盆栽業者が移住して形成された地区。現在も数件の盆栽園が残る。
- さいたま市立漫画会館 - 晩年を盆栽村で過ごした、日本近代漫画の先駆者と呼ばれる北澤楽天の邸宅である「楽天居」跡にその功績を顕彰して設立された。公立として初の漫画を主な収蔵・展示品とする美術館・記念館で、楽天の作品のほか、その遺品も展示されている。
- 盆栽四季の家 - さいたま市景観重要建造物。盆栽村における観光客の休憩施設で、茶会や会合等に利用できる予約制の和室もある。
- 大宮盆栽町郵便局
- さいたま市水道局 北部水道営業所
- 盆栽町会館
- 植竹公民館
- 植竹幼稚園
- さいたま市立植竹児童センター
- 妙隆寺
- 植竹稲荷社 - 清水瀞庵翁紀功碑がある。
- 定慶稲荷神社

なお、さいたま市大宮盆栽美術館は、盆栽町ではなく隣町の土呂町に所在する。